# Tortilla chip

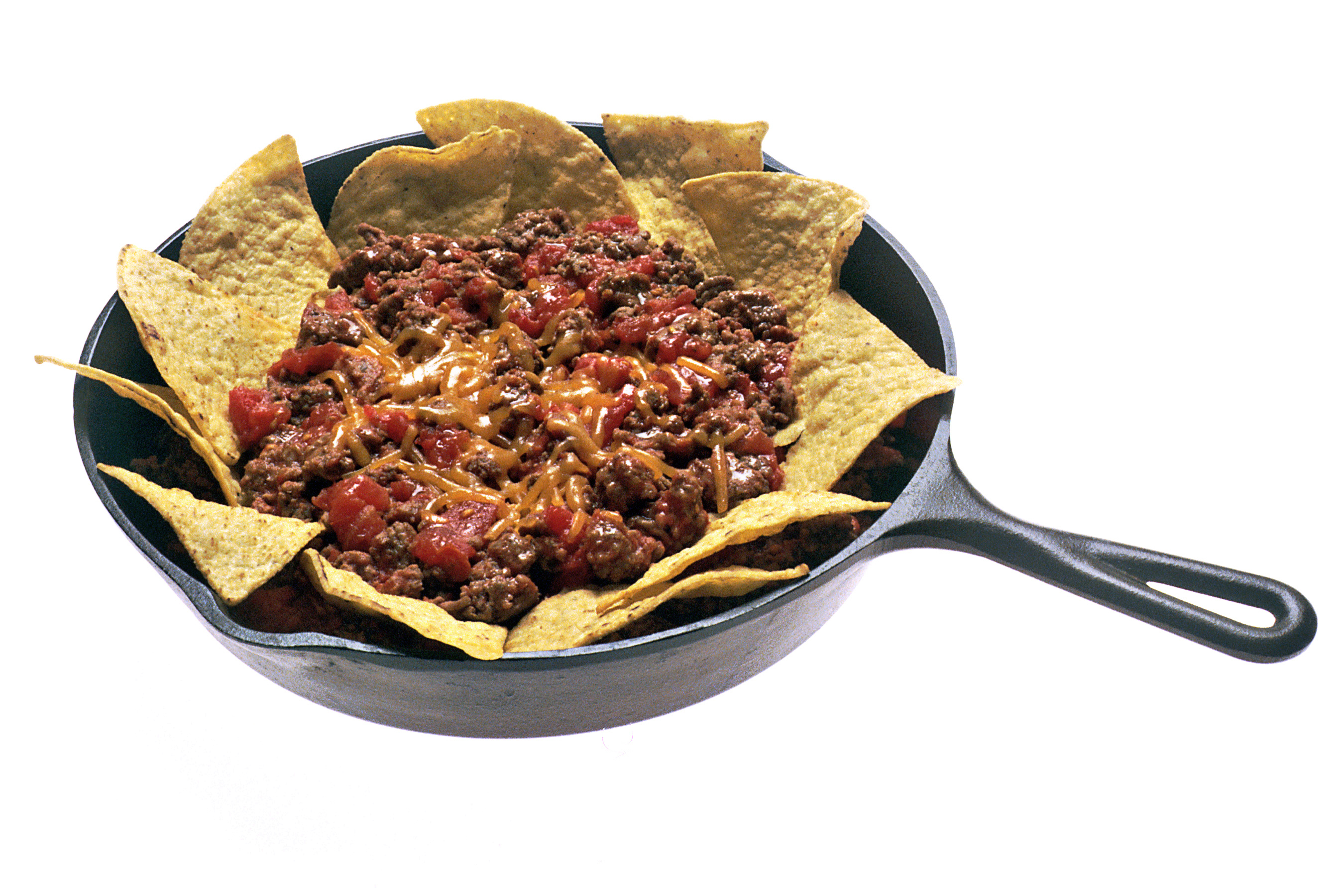
Tortilla chips.

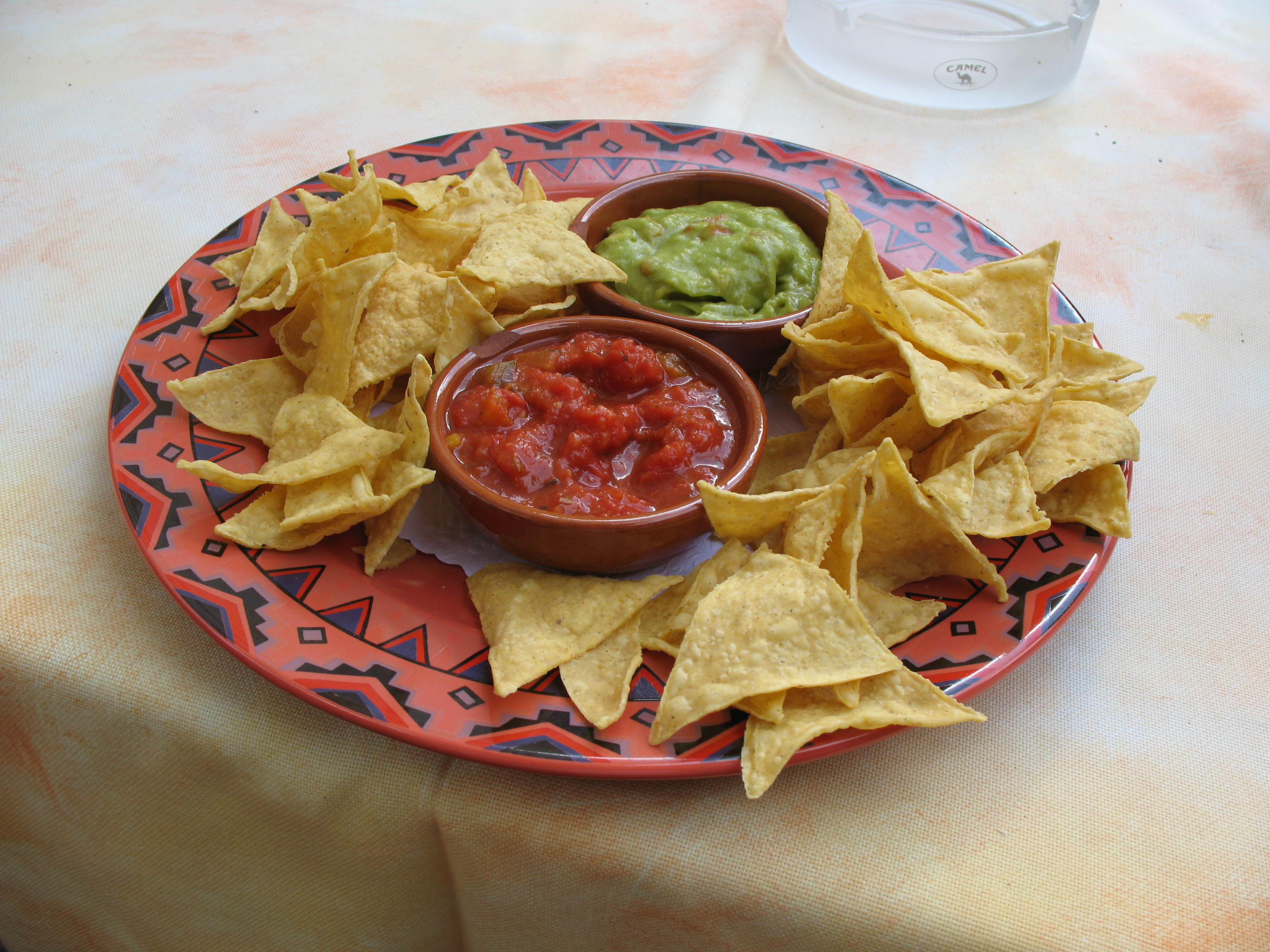
Bowl con salsas mexicanas y tortilla chip.

La tortilla chip, chip de tortilla, totopos, nachos, o totopostes, es un aperitivo elaborado a base de tortillas de harina de maíz aplastadas y fritas en aceite vegetal. Las tortillas chip se elaboran con ingredientes muy básicos: maíz, aceite vegetal, sal y agua. Las tortilla chips se inventaron en Los Ángeles a finales de los 1940s y a pesar de ello son consideradas una forma de alimento mexicano. El origen de esta confusión es quizás que los tortilla chips son una variante comercial de los totopos tradicionales de México. Los totopos tienen una textura totalmente distinta a la de las tortilla chips, al ser más gruesos y por ser elaborados con tortillas de maíz de uso culinario. Las tortilla chips pueden encontrarse de forma natural de color amarillo, pero se comercializa en otros colores como blanco, azul o rojo. De acuerdo con Niceto de Zamacois, los llamados totopos se usaban como parte de la alimentación del soldado mexicano en campaña:

Las provisiones que el soldado del sur lleva en campaña, se reducen a un pedazo de tasajo, totopo y pinole, de que ya tengo hablado al principio de este articulo.

## Origen
La tortilla chip fue inventada por Rebecca Webb Carranza al hacer uso de las tortillas deformes rechazadas de la fabricación automática de las tortillas, procedentes de la máquina que ella y su marido empleaban en su fábrica mexicana de la tienda de platos preparados y de tortillas en el sudoeste de Los Ángeles. Carranza encontró que las tortillas desechadas, si se cortaban en triángulos y se freían, eran un bocado exquisito; y al darse cuenta de esto, ella misma los vendió por una moneda de diez centavos a cambio de una bolsa en la fábrica de tortillas del El Zarape. En el año 1994 Carranza recibió la concesión de oro de la tortilla por su contribución al sector alimenticio mexicano. Murió en Phoenix, Arizona, el 19 de enero de 2006 a la edad de 98 años.

## Usos
Las tortilla chips son el aperitivo más típico de la cocina Tex-Mex así como de la Mexicana. Es raro el restaurante de este tipo en el que no se ofrezca. Su popularidad creció ya en la década de los 70 fuera de Estados Unidos. Su opción como salsa para mojar suele ser una salsa picante, chili con queso o guacamole. Los chips se aliñan con hierbas y especias. Las tortilla chips se pueden comprar en casi cualquier supermercado de occidente y algunas de las compañías que lo comercializan son Tostitos, Doritos y Mextitos.
Al remojarse en salsa de chiles (verde o roja) se obtienen los famosos chilaquiles.